# Hyphodermella
Гіфодермелла (Hyphodermella) — рід грибів родини Phanerochaetaceae. Назва вперше опублікована 1976 року.
В Україні зустрічається Гіфодермелла зморшкувата (Hyphodermella corrugata).

## Галерея

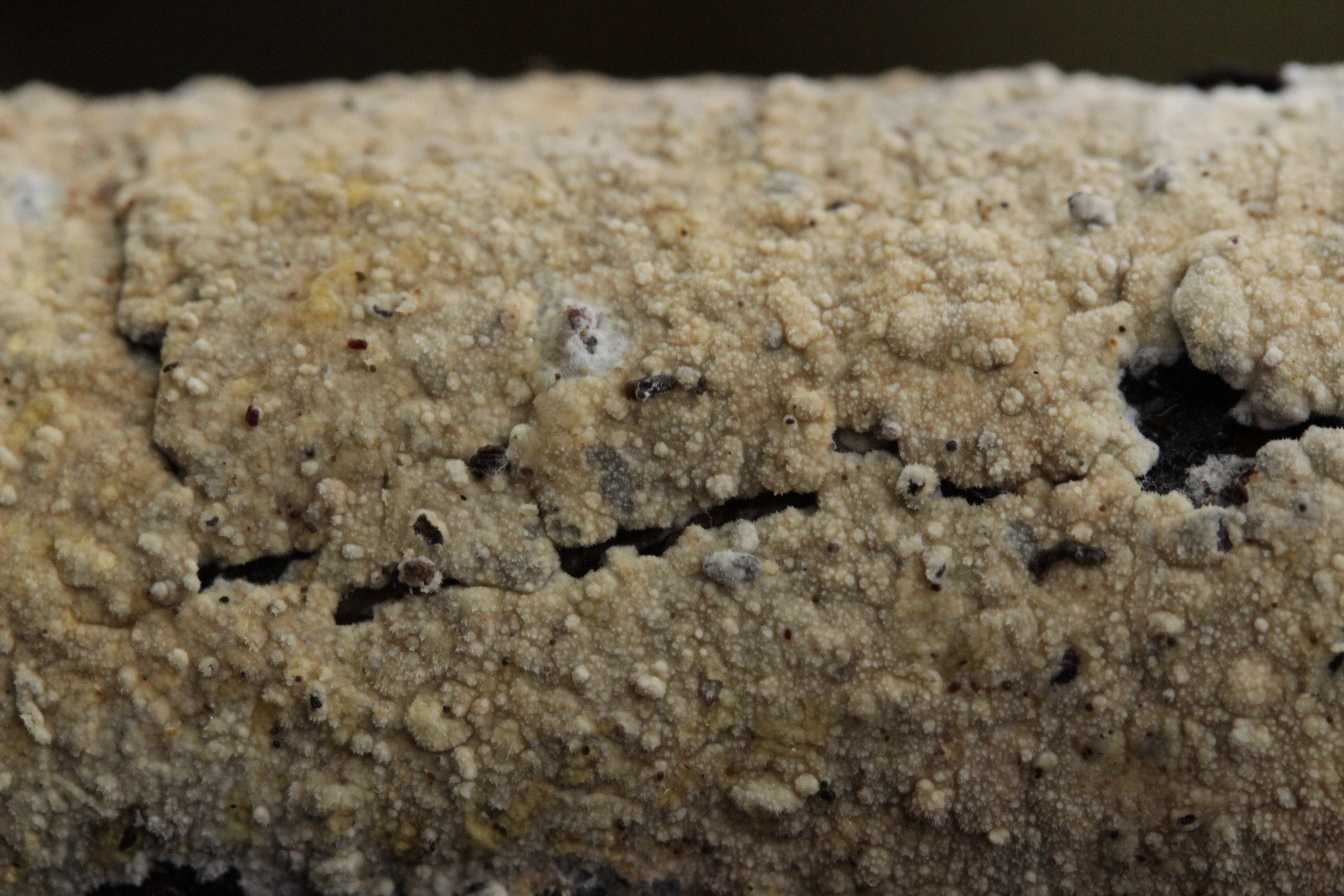
Hyphodermella corrugata